# إيمي دوماس
ايمي كريستين دوماس (بالإنجليزية: Amy Christine Dumas)‏، (ولدت في 14 أبريل 1975), تعرف باسم الشهرة ليتا, هي مصارٍعة محترفة وديفا دبليو دبليو إي سابقة في الفترة من 1999 إلى 2006,ومغنية رئيسة لفرقة ذا ليجاغورس (بالإنجليزية: The Luchagors)‏.

## روابط خارجية
- إيمي دوماس على موقع IMDb (الإنجليزية)
- إيمي دوماس على موقع ميوزك برينز (الإنجليزية)
- إيمي دوماس على موقع ديسكوغز (الإنجليزية)
- إيمي دوماس على موقع قاعدة بيانات الفيلم (الإنجليزية)
- إيمي دوماس على موقع دبليو دبليو إي (الإنجليزية)
- إيمي دوماس على موقع WrestlingData.com (الإنجليزية)
- إيمي دوماس على موقع CageMatch worker (الإنجليزية)
- إيمي دوماس على موقع قاعدة بيانات المصارعة على الإنترنت (الإنجليزية)
- إيمي دوماس على موقع عالم المصارعة على الإنترنت (الإنجليزية)
- إيمي دوماس على موقع عالم المصارعة على الإنترنت (الإنجليزية)